# Les Magnils-Reigniers
Les Magnils-Reigniers és un municipi francès situat al departament de Vendée i a la regió de País del Loira. L'any 2007 tenia 1.462 habitants.

## Demografia

### Població
El 2007 la població de fet de Les Magnils-Reigniers era de 1.462 persones. Hi havia 591 famílies de les quals 144 eren unipersonals (82 homes vivint sols i 62 dones vivint soles), 210 parelles sense fills, 218 parelles amb fills i 19 famílies monoparentals amb fills.
La població ha evolucionat segons el següent gràfic:
Habitants censats

### Habitatges
El 2007 hi havia 638 habitatges, 592 eren l'habitatge principal de la família, 27 eren segones residències i 19 estaven desocupats. 624 eren cases i 15 eren apartaments. Dels 592 habitatges principals, 501 estaven ocupats pels seus propietaris, 86 estaven llogats i ocupats pels llogaters i 6 estaven cedits a títol gratuït; 2 tenien una cambra, 19 en tenien dues, 69 en tenien tres, 158 en tenien quatre i 345 en tenien cinc o més. 456 habitatges disposaven pel capbaix d'una plaça de pàrquing. A 234 habitatges hi havia un automòbil i a 325 n'hi havia dos o més.

### Piràmide de població
La piràmide de població per edats i sexe el 2009 era:
| Homes | Edats   | Dones |
| ----- | ------- | ----- |
| 0     | 95 o +  | 0     |
| 0     | 90 a 94 | 0     |
| 0     | 85 a 89 | 4     |
| 4     | 80 a 84 | 4     |
| 36    | 75 a 79 | 28    |
| 20    | 70 a 74 | 24    |
| 32    | 65 a 69 | 16    |
| 32    | 60 a 64 | 20    |
| 40    | 55 a 59 | 28    |
| 64    | 50 a 54 | 76    |
| 56    | 45 a 49 | 60    |
| 72    | 40 a 44 | 48    |
| 52    | 35 a 39 | 72    |
| 32    | 30 a 34 | 40    |
| 48    | 25 a 29 | 16    |
| 48    | 20 a 24 | 28    |
| 76    | 15 a 19 | 48    |
| 64    | 10 a 14 | 60    |
| 32    | 5 a 9   | 48    |
| 28    | 0 a 4   | 24    |

## Economia
El 2007 la població en edat de treballar era de 986 persones, 720 eren actives i 266 eren inactives. De les 720 persones actives 662 estaven ocupades (359 homes i 303 dones) i 58 estaven aturades (30 homes i 28 dones). De les 266 persones inactives 132 estaven jubilades, 76 estaven estudiant i 58 estaven classificades com a «altres inactius».

### Ingressos
El 2009 a Les Magnils-Reigniers hi havia 602 unitats fiscals que integraven 1.575,5 persones, la mediana anual d'ingressos fiscals per persona era de 17.351 €.

### Activitats econòmiques
Dels 38 establiments que hi havia el 2007, 1 era d'una empresa alimentària, 1 d'una empresa de fabricació de material elèctric, 6 d'empreses de fabricació d'altres productes industrials, 13 d'empreses de construcció, 4 d'empreses de comerç i reparació d'automòbils, 2 d'empreses de transport, 2 d'empreses d'hostatgeria i restauració, 1 d'una empresa financera, 1 d'una empresa immobiliària, 2 d'empreses de serveis, 2 d'entitats de l'administració pública i 3 d'empreses classificades com a «altres activitats de serveis».
Dels 16 establiments de servei als particulars que hi havia el 2009, 2 eren tallers de reparació d'automòbils i de material agrícola, 2 paletes, 2 guixaires pintors, 3 fusteries, 2 lampisteries, 2 electricistes, 2 perruqueries i 1 saló de bellesa.
L'únic establiment comercial que hi havia el 2009 era una fleca.
L'any 2000 a Les Magnils-Reigniers hi havia 28 explotacions agrícoles que ocupaven un total de 1.111 hectàrees.

## Equipaments sanitaris i escolars
El 2009 hi havia una escola elemental.

## Poblacions més properes
El següent diagrama mostra les poblacions més properes.